# Rapport Mitchell
Pour les articles homonymes, voir Mitchell.

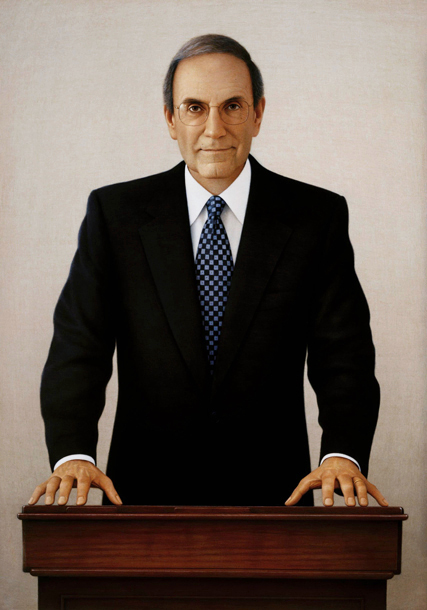
George J. Mitchell rédige le rapport.

Le rapport Mitchell est le rapport présenté au terme d'une enquête longue de 20 mois sur l'usage de drogues par les joueurs des ligues majeures de baseball. Le rapport, commandé par le commissaire du baseball Bud Selig en 2006 et présenté par l'ancien sénateur américain George J. Mitchell le 13 décembre 2007, nomme 89 joueurs et anciens joueurs,.

## Débuts de l'enquête
George J. Mitchell, un ancien sénateur américain, a reçu le 30 mars 2006 le mandat du commissaire du baseball Bud Selig d'enquêter sur l'usage de drogues par les joueurs des ligues majeures de baseball, en particulier les stéroïdes et les hormones de croissance.
La décision de commander ce rapport a été prise entre autres après que le Congrès des États-Unis eut questionné l'efficacité des règlements du baseball majeur et les mesures prises pour contrer le dopage de ses joueurs, et émit des doutes sur la bonne foi du commissaire Selig et du directeur de l'Association des joueurs, Donald Fehr.

## Présentation du rapport
Le rapport Mitchell, un document de 311 pages, a été finalisé le 11 décembre 2007 et présenté par George Mitchell lui-même le 13 décembre au Grand Hyatt Hotel de Manhattan.
Le rapport Mitchell accuse 89 joueurs et ex-joueurs des ligues majeures. L'ancien sénateur mentionne aussi que, lors de tests faits au hasard en 2003, de 5 à 7 pour cent des joueurs contrôlés avait été testés positifs à l'usage de stéroïdes. Également, les 30 franchises du baseball majeur ont au moins un de leurs joueurs ou ex-joueurs nommé dans le rapport.
Le nom officiel du rapport (en anglais) se lit comme suit : Report to the Commissioner of Baseball of an Independent Investigation into the Illegal Use of Steroids and Other Performance Enhancing Substances by Players in Major League Baseball (traduction : Rapport au commissaire du baseball de l'enquête indépendante sur l'usage illégal de stéroïdes et d'autres substances d'amélioration des performances par des joueurs dans les Ligues majeures de baseball).

## Athlètes impliqués
Ce qui suit est la liste des joueurs et anciens joueurs des Ligues majeures de baseball cités par le rapport Mitchell. Ces individus, bien qu'ils soient nommés dans le document, n'ont pas nécessairement été impliqués dans une activité illégale, puisque les éléments apportés jusqu'à maintenant ne constituent pas des preuves permettant d'arrêter une conclusion.
Le rapport Mitchell indique que seulement cinq joueurs des Ligues majeures ont accepté d'être interviewé par les enquêteurs, et a catégoriquement statué qu'il n'y avait aucune preuve que ces cinq athlètes aient été dopés. Un seul des cinq joueurs a accepté d'être identifié. Il s'agit de Frank Thomas.

### Reliés à BALCO (9)
| Joueur          | Allégations contenues dans le rapport Mitchell |
| --------------- | --- |
| Barry Bonds     | Dans une interview, un des copropriétaires des Giants de San Francisco, Peter Magowan, a déclaré avoir déjà demandé à Bonds lors d'une conversation téléphonique s'il prenait des stéroïdes. Bonds aurait répondu qu'il avait utilisé une drogue pour des problèmes d'arthrite et d'insomnie, mais ne se serait aperçu que plus tard qu'il s'agissait de stéroïdes. Magowan a indiqué que Bonds n'avait pas tenté de cacher l'usage de ce produit à ses coéquipiers.        |
| Jason Giambi    | En 2002, l'entraîneur personnel de Jason Giambi, Greg Anderson, a soumis le joueur à un test sanguin qui a révélé qu'il avait utilisé du Deca-Durabolin. Anderson a averti Giambi de cesser d'utiliser ce produit car il demeurait détectable dans le sang même longtemps après qu'une personne avait cessé d'en prendre. Il a plutôt suggéré comme alternative plusieurs autres drogues non-détectables par les tests du baseball majeur, qui débutèrent l'année suivante. |
| Jeremy Giambi   | Jeremy Giambi a admis au Kansas City Star qu'il avait utilisé des stéroïdes dans les ligues majeures. |
| Armando Ríos    | Ríos fait partie d'une liste de clients que le président et fondateur de BALCO, Victor Conte, a remis aux agents fédéraux américains après une perquisition dans ses locaux. |
| Benito Santiago | Un employé des Giants de San Francisco dit avoir trouvé, en 2003, quatre seringues dans le casier de Santiago, et les avoir montrées à Victor Conte, qui aurait répondu qu'il « allait s'en occuper ». L'employé a cité l'assistant-entraîneur Dave Groeschner comme témoin de l'incident. |
| Gary Sheffield  | Lorsque des agents fédéraux américains effectuèrent une perquisition sous mandat au condominium de Greg Anderson en septembre 2003, ils trouvèrent un reçu de FedEx provenant de Gary Sheffield. |
| Randy Velarde   | Velarde a admis, par le biais de son avocat, avoir reçu des drogues illicites de Greg Anderson en 2003. |

### Reliés à Kirk Radomski (53)
Kirk Radomski, né en 1970, surnommé Murdock, est un ancien préposé au bâton (batboy) à l'emploi des Mets de New York de 1985 à 1995. Il a plaidé coupable le 27 avril 2007 à des accusations de blanchiment d'argent et de distribution illégale de stéroïdes anabolisants, d'hormones de croissance, de Clenbuterol, d'amphétamines et d'autres drogues à des douzaines de joueurs, en activité ou à la retraite, des ligues majeures de baseball. Il risquait 25 ans d'emprisonnement et une amende d'un demi-million de dollars, mais fut condamné à payer 18 575 dollars et mis en probation pour cinq ans.
| Joueur              | Allégations contenues dans le rapport Mitchell |
| ------------------- | --- |
| Chad Allen          | A admis avoir acheté du Winstrol de Radomski et en avoir fait usage pendant la saison morte en 2003, pour accélérer sa remise en forme après une blessure au genou. |
| Mike Bell           | A admis s'être procuré des hormones de croissance auprès de Radomski et avoir presque tout utilisé la marchandise, durant la saison morte en 2003. |
| Gary Bennett        | A fait un achat de deux provisions d'hormones de croissance auprès de Radomski. Radomski a présenté à Mitchell un chèque faisant état de la transaction de 3 200 dollars. |
| Larry Bigbie        | A admis avoir acheté de Radomski plusieurs substances entre 2001 et 2005, dont des hormones de croissance, du Deca-Durabolin, du Sustanon, de la testostérone, et des anti-estrogènes. |
| Kevin Brown         | A acheté du Deca-Durabolin et des hormones de croissance de Radomski. Radomski a présenté à Mitchell les colis utilisés par Brown pour lui faire parvenir ses paiements. |
| Mark Carreon        | Radomski prétend avoir vendu du Dianabol à Carreon en 1996, mais n'a pu présenter aucune preuve d'une quelconque transaction. |
| Jason Christiansen  | A acheté des hormones de croissance à une occasion en 2002. Radomski a présenté à Mitchell un chèque de 1 600 $ pour la transaction. |
| Howie Clark         | Radomski prétend avoir vendu à Clark quatre ou cinq assortiments d'hormones de croissance, et a présenté à Mitchell deux mandats bancaires représentant un total de 1 200 $ censés avoir payé une ou deux transactions. |
| Roger Clemens       | Des interviews avec José Canseco et l'entraîneur Brian McNamee font état de l'usage d'hormones de croissance, de Deca-Durabolin, de Winstrol, de Sustanon, et possiblement aussi d'Anadrol, par Clemens au cours des saisons 1998, 2000 et 2001. Il aurait obtenu certaines de ces substances de Radomski, mais par le biais de McNamee. Radomski a corroboré les dires de l'entraîneur. |
| Jack Cust           | Larry Bigbie prétend que Cust lui aurait dit qu'il avait essayé les stéroïdes et qu'il avait un contact auprès duquel il pourrait s'en procurer. |
| Brendan Donnelly    | Radomski prétend avoir vendu du Deca-Durabolin à Donnelly en une occasion, pour un total de 250 $ à 300 $. |
| Chris Donnels       | A admis avoir acheté des stéroïdes et des hormones de croissance auprès de Radomski, qui a remis une série de chèques signés par Donnels et totalisant 9 950 $. |
| Lenny Dykstra       | Radomski prétend avoir vendu du Deca-Durabolin, du Dianabol et de la testostérone à Dykstra après la saison 1993. Après 2000, Dykstra aurait discuté de sa consommation passée de stéroïdes avec des gens du bureau du Commissaire. |
| Matt Franco         | Radomski prétend avoir fourni des stéroïdes à Franco en 2000. Dans une interview téléphonique avec Mitchell, Matt Franco a nié avoir consommé des stéroïdes et dit ne pas connaître Radomski. |
| Ryan Franklin       | Radomski avoir vendu de l'Anavar et du Deca-Durabolin à Franklin par le biais d'un autre de ses clients, Ron Villone, alors coéquipier de Franklin chez les Mariners de Seattle. Franklin a été testé positif pour usage de stéroïdes à un test de dépistage et suspendu pour 10 parties en mai 2005. |
| Éric Gagné          | Radomski prétend avoir vendu à Gagné deux kits d'hormones de croissance. Radomski a présenté lors de l'enquête un reçu d'un paquet envoyé de Radomski à Gagné. Le rapport fait aussi état du fait que les Dodgers de Los Angeles et les Red Sox de Boston soupçonnaient Gagné de faire usage de drogues de performance. |
| Jason Grimsley      | A acheté des hormones de croissance, du Deca-Durabolin et des pilules pour maigrir auprès de Radomski de 2000 à 2005. Radomski a produit 14 chèques pour un total de 35 400 dollars. |
| Jerry Hairston, Jr. | Une enquête de la Drug Enforcement Administration a démontré que Hairston a reçu des drogues de performances provenant d'Ana Maria Santi, qui devait plus tard plaider coupable à des accusations d'avoir prescrit illégalement de telles drogues Hairston a reçu des livraisons de Genotropin, d'hormones de croissance, de gonadotrophine chorionique et de citrate de clomiphene en mai 2004. Hairston a nié ces allégations. Radomski a présenté un chèque signé par Hairston pour l'achat d'hormones de croissance.                                                                                             |
| Matt Herges         | Radomski a présenté un chèque de 3 240 $ signé par Herges et prétend qu'ils lui ont été remis en échange de deux kits d'hormones de croissance. |
| Phil Hiatt          | Radomski prétend avoir vendu à Hiatt des hormones de croissance et du Deca-Durabolin à deux ou trois reprises. |
| Glenallen Hill      | A acheté des hormones de croissance à Radomski en 2001. Radomski a présenté comme preuve un chèque au montant de 3 200 $. Hill, en tant qu'employé actuel d'une équipe, s'est vu demander de se soumettre à l'interview des enquêteurs, et il a admis avoir acheté du Sustanon de Radomski. Il a par contre nié avoir utilisé le produit. |
| Todd Hundley        | Radomski prétend avoir vendu du Deca-Durabolin et de la testostérone à Hundley en 3 ou 4 occasions, et les coordonnées de Hundley figuraient dans son carnet d'adresses. Chris Donnels a confirmé que Hundley avait admis dans une conversation avec lui qu'il utilisait des drogues de performances. |
| David Justice       | Radomski prétend avoir vendu 3 ou 4 kits d'hormones de croissance à Justice. Brian McNamee prétend que Justice le lui a avoué lui-même. Dans une interview précédant ces allégations, Justice avait nié avoir fait usage de drogues. Après la présentation du rapprot Mitchell, Justice a déclaré sur les ondes d'ESPN Radio, à l'émission The Herd, que McNamee l'avait encouragé en 2000 à prendre des hormones de croissance, mais qu'il avait refusé, prétextant une peur des aiguilles. Justice a aussi clâmé n'avoir jamais rencontré Radomski.                                                                |
| Chuck Knoblauch     | Brian McNamee a déclaré avoir accusé réception d'hormones de croissance fournies par Radomski, qu'il a remises et même injectées à Knoblauch, et ce à un nombre d'occasions qu'il estime à «entre sept et neuf ». Knoblauch aurait payé Radomski par le biais de Jason Grimsley et McNamee. |
| Tim Laker           | En tant qu'actuel employé d'une équipe, il a été demandé à Laker de se soumettre à l'entrevue, pendant laquelle il a admis avoir acheté du Deca-Durabolin et de la testostrone à Radomski de 1995 à 1999. |
| Mike Lansing        | A acheté de la testostérone et un kit d'hormones de croissance de Radomski, qui a présenté deux mandats bancaires faisant dété d'un total de 2 000 $ pour ces transactions. |
| Paul Lo Duca        | A acheté à Radomski six kits d'hormones de croissance. Radomski a présenté trois chèques de 3 200 $ chacun, et prétend qu'ils étaient pour deux kits chacun,. |
| Nook Logan          | Radomski prétend avoir vendu un assortiment d'hormone de croissance à Logan, qui lui aurait été référé par Rondell White. |
| Josias Manzanillo   | Radomski prétend avoir injecté lui-même du Deca-Durabolin à Manzanillo alors que tous deux faisaient partie de l'organisation des Mets. Manzanillo, de son côté, a déclaré à Mitchell avoir acheté des stéroïdes à Radomski en une occasion, mais ne pas les avoir utilisés. Radomski, de son côté, a affirmé à Mitchell ne pas avoir vendu de stéroïdes à Manzanillo. |
| Cody McKay          | Radomski prétend avoir vendu des stéroïdes à McKay à deux reprises. |
| Kent Mercker        | Radomski a déclaré avoir vendu des hormones de croissance à Mercker in 2002. Radomski a présenté un chèque de 1 600 $ signé par Mercker et un reçu postal. |
| Bart Miadich        | Radomski prétend avoir vendu à plusieurs reprises de petites quantités de testostérone et de Winstrol à Miadich de 2002 à2005, après qu'il a été référé par Adam Riggs. Interviewé par Mitchell, Chad Allen a prétendu que Miadich souffrait fréquemment des symptômes de manque causés par une dépendance aux stéroïdes. |
| Hal Morris          | Radomski prétend avoir vendu du Deca-Durabolin et de la testostérone à Morris en 1999. Morris, dans une déclaration envoyée à Mitchell, nie avoir jamais utilisé des drogues de performance. |
| Denny Neagle        | Radomski prétend avoir vendu des hormones de croissance et des stéroïdes à 5 ou 6 reprises entre 2000 et 2004. Radomski a présenté 8 chèques qu'il prétend avoir reçu de Neagle ou de personnes agissant au nom de Neagle. |
| Jim Parque          | Radomski dit avoir vendu des hormones de croissance à Parque à deux reprises et accusé réception d'un échantillon de Winstrol que Parque lui aurait envoyé. Radomski a présenté deux chèques de Parque totalisant 4 800 $. |
| Andy Pettitte       | Brian McNamee, qui a obtenu des drogues de performances de Radomski, prétend avoir fourni à Pettitte des hormones de croissance à deux occasions en 2002. Il prétend aussi en avoir injecté à Pettitte entre 2 et 4 fois pendant que le lanceur était en convalescence à la suite d'une opération à l'épaule. À la suite de la présentation du rapport Mitchell, Pettitte a rendu public une déclaration dans laquelle il admet avoir utilisé une telle substance illégale durant sa convalescence. |
| Adam Piatt          | A admis avoir acheté de la testostérone et des hormones de croissance auprès de Radomski en 2002 et 2003. Radomski a présenté huit chèques envoyés par Piatt et totalisant 11 550 $. |
| Todd Pratt          | Radomski affirme avoir vendu à Pratt des stéroïdes une ou deux fois, en 2000 et/ou 2001. |
| Stephen Randolph    | Radomski prétend avoir vendu des hormones de croissance à Randolph en 2003 ou 2004. |
| Adam Riggs          | Radomski prétend avoir vendu des hormones de croissance, du clenbuterol et du Winstrol à Riggs de 2003 à 2005. Radomski a présenté 4 chèques, d'un total de 1 150 $, et un chèque dont le montant était illisible. Riggs, dans une déclaration écrite envoyée à Mitchell, souligne qu'il n'a jamais été testé positif à aucun test de dépistage. |
| Brian Roberts       | Larry Bigbie prétend que Roberts lui a avoué consomme des stéroïdes. |
| F.P. Santangelo     | Radomski affirme avoir vendu un assortiment d'hormones de croissances à to Santangelo en 2000. Radomski a présenté un chèque concernant une transaction de 1 400 $. Il prétend aussi avoir vendu du Deca-Durabolin et de la testostérone à Santangelo en 2001. Adam Piatt a aussi déclaré que c'était Santangelo qui lui avait fourni les coordonnées de Radomski lorsqu'il lui avait demandé où il pouvait se procurer des drogues de performance. Après la publication du rapport Mitchell, Santangelo a avoué avoir utilisé des hormones de croissance, mais a nié avoir acheté des stéroïdes auprès de Radomski. |
| David Segui         | Radomski prétend avoir vendu du Deca-Durabolin à Segui. Radomski a présenté six chèques censés concerner ces transactions. Radomski affirme aussi que Segui recevait des hormones de croissance d'un médecin en Floride en raison d'une carence hormonale. Segui, dans une interview téléphonique avec les enquêteurs, a admis avoir des liens avec Radomski, mais a refusé de se soumettre à une entrevue en personne. En 2006, il a avoué à ESPN s'être dopé. |
| Mike Stanton        | Radomski prétend avoir vendu 3 kits d'hormones de croissance à Stanton en 2003. |
| Miguel Tejada       | En entrevue avec Mitchel, Adam Piatt a prétendu avoir obtenu du Deca-Durabolin ou de la testostérone, ainsi que des hormones de croissance, auprès de Radomski, pour Miguel Tejada. Piatt a présenté des chèques signés par Tejada et totalisant 6 300 $. Radomski a confirmé la vente à Piatt, mais dit n'avoir jamais transigé directement avec Tejada. |
| Mo Vaughn           | Radomski affirme avoir vendu des hormones de croissance à Vaughn, et a présenté trois chèques d'un montant total de 8 600 $. |
| Ron Villone         | Radomski affirme avoir vendu six kits d'hormones de croissance à Villone en 2004 et 2005. Les coordonnées de Villone apparaissaient dans le carnet d'adresses de Radomski. |
| Fernando Viña       | Radomski affirme avoir vendu des hormones de croissance, du Winstrol et du Deca-Durabolin à Viña de 2000 à 2005. Radomski a présenté trois chèques concernant certaines de ces transactions. |
| Rondell White       | Radomski prétend avoir vendu du Deca-Durabolin et des hormones de croissance à White de 2000 à 2005, au minimum. Radomski a présenté 7 chèques concernant certaines de ces transactions. |
| Jeff Williams       | Radomski prétend avoir vendu de l'Anavar and Dianabol à Williams en 2004. Radomski a présenté un chèque signé par Williams, au montant de 1 820 $. |
| Todd Williams       | Radomski prétend avoir vendu du Winstrol à Williams en une occasion en 2001. |
| Kevin Young         | Radomski prétend avoir vendu des hormones de croissance à Young à plusieurs reprises entre 2000 et 2003. |
| Gregg Zaun          | Radomski soutient avoir vendu du Deca-Durabolin et du Winstrol à Zaun en 2001, après qu'il a été référé par Jason Grimsley. Radomski a présenté un chèque reçu de Zaun, au montant de 500 $. Mitchell a aussi déclaré que Luis Perez, ancien receveur affecté à l'enclos de relève chez les Expos de Montréal lui avait affirmé avoir fourni à Zaun des stéroïdes en 2002. |

### Reliés à Signature Pharmacy (16)
| - Rick Ankiel - Paul Byrd - Jay Gibbons - Troy Glaus - Jose Guillen - Jerry Hairston, Jr. - Gary Matthews, Jr. - Scott Schoeneweis | - David Bell - José Canseco - Jason Grimsley - Darren Holmes - John Rocker - Ismael Valdéz - Matt Williams - Steve Woodard |

### Identifié par interview direct (2)
Les enquêteurs ont aussi approché et interviewé directement certains anciens joueurs des ligues majeures. Les suivants sont identifiés par le rapport Mitchell :
- Daniel Naulty : Dans un entretien téléphonique avec les enquêteurs, Naulty a admis son utilisation de stéroïdes et d'hormones de croissance, dont il a fait usage durant de nombreuses années, tant dans les ligues majeures que dans les rangs mineurs, et exprimé des remords à ce sujet[71].

- Wally Joyner : Dans une entrevue avec les enquêteurs, Joyner a affirmé avoir hésité à utiliser des stéroïdes, mais avoir finalement décidé de les essayer. Il a par la suite regretté son geste et considéré avoir fait une erreur. Il s'est débarrassé du reste des pilules et n'a plus jamais, affirme-t-il, utilisé de drogues de performance par la suite[72].

### Identifiés par d'autres moyens (7)
- Manny Alexander : Le 30 juin 2000, la police a découvert des stéroïdes et deux seringues hypodermiques dans la boîte à gants du véhicule d'Alexander. Ce dernier avait emprunté le véhicule d'un employé des Red Sox, Carlos Cowart. Lorsque les policiers se sont approchés du véhicule, suspectant qu'il avait été volé, seuls Cowart et un ami se trouvaient dans la voiture stationnée[73].

- Ricky Bones : En juin 2000, un employé des Marlins de la Floride a découvert des seringues et deux sortes de stéroïdes (du stanozolol et du nandrolone decanoate) dans un sac de papier, à l'intérieur du vestiaire de Ricky Bones. Questionné par Mitchell, Bones a admis avoir obtenu des stéroïdes de son médecin à Puerto Rico, son pays natal, et en avoir fait usage[74].

- Alex Cabrera : En septembre 2003, un colis à l'attention de Cabrera fut livré aux Diamondbacks de l'Arizona. Des employés du club ont remis le colis aux entraîneurs et dit à Cabrera qu'il avait été perdu. Des officiels de la Ligue ont testé le contenu de ce paquet et découvert qu'il contenait des stéroïdes anabolisants (Winstrol) et plusieurs médicaments contre l'obésité. Après analyse plus approfondie du contenu du colis livré aux Diamondbacks, les Ligues majeures de baseball ont découvert que plusieurs joueurs des El Paso Diablos, une équipe des ligues mineures affiliée aux Diamondbacks, traversaient régulièrement la frontière mexicaine pour acheter des stéroïdes. Cabrera n'a pas été testé pour les stéroïdes, puisqu'il n'a jamais accusé réception du colis en question[75], mais a nié s'être jamais dopé, lorsque interrogé à la suite du dépôt du rapport Mitchell[76].

- Paxton Crawford : Crawford a admis s'être dopé aux stéroïdes et aux hormones de croissance en 2001 et 2002, alors qu'il évoluait pour Boston. Dans un article pour ESPN The Magazine, Crawford a décrit un incident survenu dans le vestiaire de l'équipe, alors que des seringues avaient glissé hors de ses poches et tombé sur le sol, causant l'hilarité des témoins de la scène. Crawford a refusé d'être interviewé par les enquêteurs chargés de produire le rapport Mitchell, prétextant qu'il « n'utilisait plus ce genre de choses » (do that stuff anymore). D'autres joueurs des Red Sox ayant côtoyé Crawford ont déclaré n'avoir aucun souvenir de l'incident des seringues[77].

- Juan González[78].

- Mike Judd : Au printemps 1999, Todd Seyler, un entraîneur de conditionnement physique dans les ligues minueures a commencé à parler à certains joueurs de drogues susceptibles d'améliorer leurs performances. Mike Judd faisait partie de ce groupe de joueurs. Seyler a prétendu avoir informé les joueurs qu'ils n'avaient qu'à remettre leur argent à Matt Herges ou Paul Lo Duca pour que ceux-ci leur procurent des stéroïdes. Seyler dit avoir observé Judd s'injecté lui-même un produit qu'il croit être du Deca-Durabolin ou du Winstrol, en juillet 1999. Seyler se base sur des conversations qu'il aurait eues avec Judd à cette époque pour affirmer que l'athlète aurait continué à faire usage de stéroïdes durant les six semaines qui ont suivi[79].

- Ricky Stone[79].

### Remarques
Le rapport cite un nombre important de joueurs, notamment ayant fait partie de l'organisation des Yankees de New York. Cependant, aucun joueur cité n'a fait partie des Red Sox de Boston au moment des faits incriminés. Certains ont été joueurs dans l'équipe mais jamais durant la période d'enquête. Certains remettent en question la légitimité des titres des Yankees qui auraient été conquis grâce au dopage. Mais d'autres soulignent que "l'innocence" du rival bostonien ne serait pas totalement évidente. En effet, le sénateur Mitchell est un amateur des Red Sox dont il fut dirigeant jusqu'en novembre 2006, ce qui pourrait expliquer une éventuelle partialité.